# 基韋斯特 (佛羅里達州)
西嶼（英語：Key West），又譯西礁島或音譯基威斯特，是美国佛罗里达州门罗县的县治，亦是佛罗里达礁岛群最南端的一座城市。它由基韦斯特岛及附近的德雷杰斯礁（Dredgers Key）、弗莱明礁（Fleming Key）、日落礁（Sunset Key）以及斯托克岛（Stock Island）北部共同构成。这里不仅是佛罗里达州最南端的城市，同时也是美国本土最南端的城市，地理位置独特，充满热带风情。
基韦斯特岛本身长度约4英里（6公里），宽度约1英里（2公里），总陆地面积为4.2平方英里（11平方公里）。从地理上看，它距离佛罗里达州迈阿密约130英里（210公里），若是驾车前往，大约需行驶165英里（266公里）。此外，它距离古巴最近的位置仅约95英里（153公里），与哈瓦那的距离约106英里（171公里），因此，这座小岛在地理位置上与加勒比地区关系紧密，也具有一定的历史和文化交融特色。
基韦斯特是门罗县的县治，该县包括佛罗里达礁岛群的大部分地区以及部分大沼泽地。根据2020年美国人口普查数据，基韦斯特市内的居民人数为26,444人。其最主要街道为贯穿城市的杜瓦尔街，全长1.1英里（1.8公里），横跨14个街区，街道两头分别连接墨西哥湾和大西洋，是基韦斯特的商业和娱乐中心。基韦斯特还是1号美国国道的终点，这条公路是美国最长的南北向道路，同时也是A1A号佛罗里达州州道（State Road A1A）和东海岸绿道（East Coast Greenway）的终点。历史上，在1935年之前，这里还曾是佛罗里达东海岸铁路的终点。
作为一个热门旅游城市，基韦斯特还拥有一个重要的海港——基韦斯特港，每年都有大量邮轮停靠，为城市带来了稳定的旅游经济。基韦斯特国际机场为该城市提供航空服务，使游客可以便捷地抵达这座度假胜地。此外，得益于当地的热带气候，基韦斯特海军航空站是美国海军的重要训练基地，全年适宜进行飞行训练。由于温暖宜人的天气条件，美国第33任总统哈里·S·杜鲁门曾将基韦斯特作为冬季白宫，在此办公和度假。

## 历史

### 原住民的早期活动
基韦斯特的人类活动史可以追溯到公元前3000年左右，最早的居民可能是一部分的罗里达原住民的包括卡卡卢萨族、马特坎比族、德贵斯塔族以及后来的塞米诺尔族。在佛罗里达群岛的800多个岛屿中，卡卢萨族被认为是主要的统治力量。当时的社会可能由多个小部落组成，如德贵斯塔族、艾斯人和耶阿加族，形成一个松散的联盟。考古学家在基韦斯特发现了陶器碎片，这些文物不仅证实了特克斯塔族的存在，还可能暗示了加勒比原住民的影响。
基韦斯特丰富的自然资源为原住民提供了稳定的食物来源。他们主要以渔猎为生，食物包括鱼类、海龟、龙虾、贝类，甚至海牛。岛上的土著居民依靠这些资源建立了临时贸易据点，尤其是后来塞米诺尔族也在这里进行贸易活动。西班牙文献中曾记载过一位被称为“骨头岛之酋长”的原住民领袖，这表明当时的基韦斯特可能已经有了某种形式的酋长统治。

### 欧洲殖民者的到来
1513年，西班牙探险家胡安·庞塞·德莱昂在沿着佛罗里达礁岛群南下的航行中首次发现了基韦斯特。他的舰队将这座岛屿以西班牙语命名为“骨头岛”（Cayo Hueso）。据历史学家的研究，基韦斯特的海滩上曾发现大量干燥的人骨，可能是部落战争的遗留物，也可能是一个公共墓地的遗址。庞塞·德莱昂很快代表西班牙帝国宣称对基韦斯特的主权。
在17世纪西班牙殖民扩张期间，西班牙船只可能曾与当地原住民进行贸易，一些基韦斯特的原住民接受了西班牙文化的影响，学习西班牙语，并采用西班牙姓氏和官职头衔。一些土著首领甚至使用“总督”、“主教”和“国王”等称号，这显示出西班牙殖民者与原住民之间有一定程度上的文化交流与融合。然而，由于基韦斯特本身并没有丰富的金银资源，也不具备直接的战略价值，西班牙对其兴趣不大，未能形成长期的殖民统治。
1763年，西班牙将佛罗里达割让给大英帝国，基韦斯特随之进入英国的统治范围。然而，这座岛屿并未被英国正式开发，实际上处于无人管理的状态。由于基韦斯特地理位置偏远，英国和西班牙都没有在此建立长期殖民定居点的打算。1766年，东佛罗里达总督詹姆斯·格兰特提出在基韦斯特建立军事基地，以监视周边水域的活动。他认为该岛位置极佳，既能促进与哈瓦那的贸易，又能在未来可能的英西战争中提供战略优势。然而，英国政府未采纳他的建议，基韦斯特依旧没有正式的驻军或殖民活动。与此同时，古巴和巴哈马的渔民经常前来捕鱼，而走私者和海盗也利用基韦斯特作为藏匿财物的秘密据点。
在18世纪，英国在北美殖民地的扩张导致大量克里克印第安人向南迁移，其中一些克里克人在1770年前后抵达基韦斯特。与此同时，佛罗里达的西班牙传教活动也遭受英国支持的印第安部落袭击，许多传教站被摧毁。受战乱影响，基韦斯特的原住民逐渐减少，部分人逃往古巴。到1750至1760年代，基韦斯特的本地印第安居民已经所剩无几。1763年，当西班牙在《巴黎条约》中将佛罗里达割让给英国时，大约有80个卡卢萨族家庭被记录为仍居住在基韦斯特，但他们最终也被迫离开，随西班牙人一起前往古巴。自此，基韦斯特原住民的历史正式画上句号，岛屿进入了一个无定居者的时期。英国仅统治佛罗里达20年。1783年，佛罗里达在美国独立战争后又归还给西班牙。直至19世纪，美国接管基韦斯特后才对其进行开发。

### 美国接管基韦斯特
在19世纪初，基韦斯特的归属问题长期处于模糊状态。尽管西班牙和英国都曾名义上控制过佛罗里达，但在这段时期内，两国都未实际管治过基韦斯特。巴哈马的渔民时常在佛罗里达礁岛群，包括基韦斯特，建立临时营地，甚至在1806年至1807年间，有传言称某些岛屿上可能出现了永久定居点，但由于缺乏官方记录，这些定居点的具体位置仍然不明。与此同时，美国新英格兰地区的渔民在1812年战争结束后，也开始前往佛罗里达沿海捕鱼，并可能在1818年短暂定居于瓦卡礁。然而，这些活动都未能形成正式的殖民地，基韦斯特仍然处于一种无人管辖的状态。
在这一混乱背景下，西班牙政府仍在试图通过土地赠予的方式保持其对佛罗里达的影响力。1815年8月26日，西班牙海军炮兵军官胡安·巴勃罗·萨拉斯（Juan Pablo Salas）因“对西班牙国王的杰出贡献”，从第7任西属东佛罗里达总督胡安·何塞·德·埃斯特拉达（Juan José de Estrada）手中获得了基韦斯特的土地赠予。尽管西班牙在此地几乎没有实际的统治权，这一举措使得萨拉斯成为基韦斯特的合法所有者。
1821年，西班牙正式将佛罗里达割让给美国，此时萨拉斯急于出售基韦斯特。最初，他以一艘价值575披索的单桅帆船作为交换，将岛屿卖给了南卡罗来纳州前州长约翰·格迪斯（John Geddes）。然而，格迪斯未能在法律上完成对该岛的所有权确认。与此同时，美国商人约翰·W·西蒙顿（John W. Simonton）也对基韦斯特产生了浓厚兴趣，并于1822年1月19日在哈瓦那的一家咖啡馆里，抢先以2000披索的价格从萨拉斯手中购得基韦斯特的土地权。西蒙顿之所以愿意出资购买这座岛屿，是受朋友约翰·怀特黑德（John Whitehead）的启发。怀特黑德在1819年因船难而被困基韦斯特，他对岛上深水良港及其战略位置印象深刻。他向西蒙顿指出，基韦斯特坐落于连接大西洋与墨西哥湾的佛罗里达海峡，这条航道宽达90英里（140公里），将是全球最重要的航运路线之一。因此，基韦斯特被誉为“西方的直布罗陀”，具有极大的商业和军事价值。
西蒙顿在购得基韦斯特后，美国政府也意识到基韦斯特的重要战略价值，并希望正式将其纳入美国领土范围。1822年3月25日，美国海军中尉马修·佩里（Matthew C. Perry）奉命率领装备有12门火炮的双桅纵帆船鲨鱼号战舰驶入基韦斯特港口，并正式宣布该岛为美国领土。佩里在岛上升起美国国旗，并将该岛命名为汤普森岛（Thompson Island），以纪念时任美国海军部长理查德·维金顿·汤普森，而港口则命名为罗杰斯港（Port Rogers），以纪念海军准将约翰·罗杰斯。美国对基韦斯特的主权宣示并未遭遇任何反对。由于西班牙已放弃佛罗里达，英国和其他国家也未对此提出异议，美国的占领行动顺利完成。自此，佛罗里达礁岛群，包括基韦斯特，正式成为美国的实际领土，并在随后几十年中迅速发展为一个重要的海军基地和贸易中心。

### 基韦斯特的四位奠基人
1822年，约翰·西蒙顿购买了基韦斯特岛后，将岛屿划分为多个地段，并将其中四分之三的土地分别转让给三位合伙人：约翰·怀特黑德（John Whitehead）、约翰·弗莱明（John Fleeming）和后来入股的帕顿·格林（Pardon Greene）。这几位人物连同西蒙顿一起，被誉为基韦斯特之父。
西蒙顿不仅是该岛屿的最初买主之一，也是基韦斯特的主要开发者。他深知基韦斯特的战略价值，特别是其深水港和在佛罗里达海峡航道上的独特地理位置。因此，他积极游说美国政府，希望在岛上建立一座海军基地，以维护治安并巩固美国在加勒比海的海上优势。西蒙顿将每年冬天都留在基韦斯特，而在夏季则前往华盛顿特区，努力推动基韦斯特的发展。他的努力不仅提升了岛屿的经济价值，也吸引了更多商人前来投资。虽然他本人没有在基韦斯特长期定居，但他对该岛的城市化作出了重大的贡献。他于1854年去世，留下了一座正在快速发展的城市。
约翰·怀特黑德对基韦斯特的兴趣始于1819年，当时他因船只失事而被困在基韦斯特。他注意到该岛优越的地理位置，认为这里有巨大的商业潜力。他将这一观察告诉了好友西蒙顿，并最终促成了基韦斯特的收购，但他后来并未长期定居于此。他只在基韦斯特生活了八年，并在1824年至1827年期间与另一位合伙人帕登·格林创立了P.C.格林公司，共同发展基韦斯特的经济。1832年，他离开基韦斯特，并在美国内陆生活了数十年。他唯一一次回到基韦斯特是在1861年内战爆发之际，但次年便去世。
在四位开发者中，帕顿·格林是唯一一个在基韦斯特长期居住并发展事业的人。他最初从约翰·沃纳（John Warner）和约翰·蒙顿（John Mountain）手中购买了他们的土地份额，并成为岛上最活跃的商人之一。他创立了P.C.格林公司（P.C. Greene and Company），并在基韦斯特的早期商业活动中扮演了重要角色。除了商业成就，格林还积极参与地方治理，他曾担任市议会议员，并在短暂时间内出任市长。他的影响力使他成为基韦斯特社会的重要人物，直到1838年去世，享年57岁。
约翰·弗莱明出生于英国，是一位活跃于阿拉巴马州莫比尔的商人。他与西蒙顿在莫比尔结识，并成为基韦斯特的早期土地拥有者之一。然而，他在岛上的停留时间极短，仅在1822年逗留数月后便返回马萨诸塞州。1832年，弗莱明曾计划返回基韦斯特，打算开发当地的盐业。基韦斯特周边的海洋资源十分有利制盐产业，弗莱明希望通过这项产业推动岛屿经济。然而，他在同年去世，终年51岁，未能实现自己的商业构想。
1829年，约翰·怀特黑德的弟弟威廉·怀特黑德（William Adee Whitehead）对基韦斯特进行了首次城市规划。在这一过程中，他以四位奠基人的名字命名了几条主要街道，这些街道名称至今仍然保留在基韦斯特的城市地图上，包括西蒙顿街（Simonton Street）、怀特黑德街（Whitehead Street）、弗莱明街（Fleming Street）和格林街（Greene Street）。

### 美国对基韦斯特的早期开发
1823年7月3日，佛罗里达领地的行政划分进一步调整，将佛罗里达东南部从圣约翰斯县分离出来，并以美国总统詹姆斯·门罗的名字命名为门罗县，成为佛罗里达的第六个县，基韦斯特成为县治所在地。
由于佛罗里达海域长期受到海盗威胁，美国国会决定由海军负责保护商船安全。1823年2月1日，美国海军派遣大卫·波特准将在基韦斯特设立海军基地。当时，基韦斯特周围海域成为了加勒比海盗活跃的区域，特别是岛上的港口汇聚了载有大量货物的商船队，使其成为海盗袭击的重要目标。为了维护海上安全，美国海军在现今的马洛里广场（Mallory Square）的位置设立了基韦斯特海军基地。这一举措旨在保护美国商船免受海盗侵害，同时加强对岛上的奴隶贸易的管控。波特以军事总督的身份实施戒严统治，确保基韦斯特的秩序，并执行美国政府的反海盗战略。海军基地的建立不仅有效遏制了海盗活动，还使基韦斯特成为美国在西印度群岛的重要海上前哨。
1820年代后期，得益于海难法案，基韦斯特的经济迅速发展。1825年，美国政府通过了《联邦海难法案》（Federal Wrecking Act），规定所有在美国水域内打捞的财物必须被带往指定的入境港口进行合法处置。由于基韦斯特位于繁忙的佛罗里达海峡航线附近，许多船只因珊瑚礁或恶劣天气而搁浅。沉船打捞产业因此在基韦斯特迅速崛起，成为当地最重要的经济支柱之一。随着打捞业的繁荣，基韦斯特吸引了大量移民前来谋生。1828年，基韦斯特正式被美国政府接纳为合法属地，基韦斯特正式建市并且被正式设立为入境港口，并设立了海事法院，并成为佛罗里达领地南部司法区高级法院的所在地，成为整个地区沉船打捞产业的中心。19世纪中期，基韦斯特迎来了来自巴哈马的移民潮。他们为当地经济提供了大量劳动力，并促进了多个海洋相关产业的发展，特别是商业捕鱼、海绵采集、海龟捕捞和造船业。巴哈马移民的勤劳和经验使得基韦斯特在这些领域逐渐建立起稳定的经济基础，使其成为佛罗里达地区重要的海洋产业中心。1829年，基韦斯特设立了邮政局，1859年开设了公共图书馆，1870年建立了公立学校，标志着城市的进一步发展。1830年，基韦斯特的人口仅有517人，但随着贸易和沉船产业的繁荣，到1850年，这一数字增长到2,645人，到了1890年已达到了18,080人。
1840年代，三场严重的飓风接连袭击了基韦斯特，使当地遭受了巨大的破坏。1841年基韦斯特飓风带来了基韦斯特历史上最高的风暴潮，将多艘船只冲上海岸，造成广泛破坏。1844年古巴飓风虽然没有直接袭击基韦斯特，但仍然造成了严重的财产损失。1844年10月5日的降雨量接近10英寸，许多房屋和船只被毁。1846年10月11日，哈瓦那飓风直接袭击了基韦斯特。风暴潮比杜瓦尔街上建筑物的地板高度还高出三英尺，导致整个市区被洪水淹没；基韦斯特灯塔和六英里外的沙礁灯塔在风暴中倒塌，超过20名躲避风暴的居民被活埋其中；这场飓风摧毁了基韦斯特的大部分建筑，据当时的报道，全岛约600座房屋中，只有8座幸存；当地的两座公墓被风暴潮冲毁，许多棺木和骨骸被冲散，场面骇人。

### 南北战争时期
1812年战争之后，美国政府认为需要在美国东南沿海建立坚固的防御工事，因此制定了一项在新奥尔良至缅因州之间修建50座堡垒的计划。1845年，这一计划延伸至门罗县，催生了两座庞大的砖石堡垒——位于乾龜群島的杰斐逊堡和基韦斯特近海的泰勒堡。这也是自海军准将大卫·波特建造海军补给站以来，联邦政府在当地开展的首个重大工程项目。泰勒堡由美国陆军上校约瑟夫·吉尔莫·托顿（Joseph Gilmore Totten）和西蒙·伯纳德（Simon Bernard）共同设计，堡垒的两端设有大型火药库，并由两座马特洛塔楼提供火力支援，以防御可能的陆上攻击。这些炮台至今仍然存在，现已成为马特洛画廊-基韦斯特艺术与历史博物馆的展品。由于工程浩大，杰斐逊堡和泰勒堡在南北战争爆发时仍未完工。
南北战争（1861年—1865年）期间，佛罗里达州宣布脱离联邦并加入美利坚联盟国（南方邦联），但基韦斯特却始终掌控在北方联邦（美利坚合众国）手中。早在南北战争爆发前，联邦政府就已经意识到佛罗里达可能脱离联邦的风险。因此，在佛罗里达于1861年1月10日正式宣布脱离联邦的三天后，美国陆军第1炮兵团的詹姆斯·M·布伦南上尉（Captain James M. Brennan）便带领44名士兵，于1月13日午夜从基韦斯特兵营悄然进入泰勒堡，迅速控制了这座战略要塞，确保其不会落入南方邦联手中。布伦南随后向华盛顿政府发送请求，希望获得增援并派遣至少一到两艘战舰驻守基韦斯特港口，以稳固防御。泰勒堡的坚守使得北方联邦能够利用基韦斯特作为海军总部之一，组织封锁南方的海上贸易，打击南方邦联的走私船队。基韦斯特的地理位置极为关键，它不仅位于佛罗里达海峡的航运要道上，还靠近古巴，使其成为北方联邦东海湾封锁中队（East Gulf Blockading Squadron）的重要作战基地。这一封锁战略有效削弱了南方邦联的经济，使其难以通过海运获得武器、补给等作战资源。战争期间，联邦军在基韦斯特港口截获并扣押了大约300艘邦联军的船只。
尽管基韦斯特仍由北方联邦掌控，但岛上居民的政治立场却大多倾向于南方邦联。许多本地居民在自家屋顶上悬挂南方邦联旗帜，以表达对南方的支持。这种民间的分裂态度使得基韦斯特成为一个矛盾的城市：名义上忠于联邦政府，但居民的思想却更倾向于南方邦联。与此同时，基韦斯特的黑人人口在战争期间显著增长。基韦斯特本就拥有相对较大的自由黑人群体，而战争期间，越来越多的逃亡奴隶从南方各州逃往基韦斯特，寻求北方联邦驻军的保护。这些黑人不仅获得了相对自由的生活条件，还被征募入军队，以对抗南方邦联军队。1864年初，美利坚合众国第二有色人种部队的900名士兵抵达基韦斯特，接替原先驻守的第47宾夕法尼亚志愿军团。这些黑人士兵后来在佛罗里达南部执行多项战斗任务，被誉为佛罗里达战场上最活跃的黑人部队之一。
基韦斯特的制盐业在1830年至1861年间发展迅速，曾经是美国主要的海盐生产中心之一。然而，南北战争的爆发使得这一行业遭受严重打击。由于盐是食品保存的重要物资，南方邦联极度依赖盐的供应。因此，基韦斯特的邦联支持者开始向南方秘密走私盐。然而，北方联邦军队很快意识到这一问题，并在战争爆发后关闭了岛上的盐场，以切断南方邦联的供应链。这一禁令使得基韦斯特的盐业彻底停滞，即便在战争结束后短暂恢复，但最终在1876年的飓风中彻底崩溃，未能重建。而美国本土的地下盐矿在战后得到开发，使得海盐的经济价值进一步下降，基韦斯特的盐业再也无法恢复往日的繁荣。

### 19世纪末的基韦斯特
19世纪下半叶，古巴独立战争的爆发使得大批古巴难民涌入基韦斯特。1868年至1878年的十年战争是古巴人反抗西班牙殖民统治的一次重要尝试，虽然最终失败，但战争造成的动荡迫使许多古巴家庭逃离家园，寻找新的避难所。基韦斯特因其距离古巴较近，成为这些移民的主要目的地。随着古巴移民的增加，基韦斯特迅速发展成为美国的雪茄制造中心之一。许多原本位于古巴的雪茄工厂迁至基韦斯特，岛上的雪茄产业蓬勃发展，生产的雪茄远销美国各地。到了1880年代，基韦斯特的雪茄产业使这座城市成为佛罗里达州最繁荣的城市。
然而，这种繁荣在1886年4月1日发生的基韦斯特大火中化为乌有。火灾起始于圣卡洛斯学院旁的一家咖啡馆，迅速失控并蔓延至整个城区。大火最终摧毁了18家雪茄工厂、614座房屋和多个政府仓库，造成约150万美元的财产损失，并导致7人死亡。灾难过后虽然一些工厂选择在基韦斯特重建，但许多工厂决定迁往坦帕，在那里建立了新的雪茄制造中心——伊博城。随着雪茄行业的重心逐渐转移，基韦斯特的经济走向衰退。
19世纪末，美国与西班牙之间的紧张局势不断升级。基韦斯特作为距离古巴最近的美国港口，成为美国海军的重要战略据点。1898年，缅因号战舰从基韦斯特港出发，前往哈瓦那执行任务，不久后这艘战舰在哈瓦那港突然发生爆炸，沉入海底，导致260多名船员丧生。这一事件成为美西战争爆发的直接导火线，美国以保护其在古巴的公民和企业为由对西班牙宣战，并最终夺取了古巴、波多黎各和菲律宾等殖民地。缅因号事件发生后，遇难船员的遗体被送回基韦斯特，并于1898年3月1日安葬在基韦斯特市公墓，由马布尔黑德号巡洋舰的指挥官鲍曼·H·麦卡拉上尉（Captain Bowman H. McCalla）主持葬礼。此外，美国海军对爆炸事件的调查也在基韦斯特海关大楼进行。

### 海上铁路的奇迹
20世纪初，基韦斯特迎来了空前的快速发展，这一切得益于亨利·弗拉格勒的佛罗里达东海岸铁路。亨利·弗拉格勒原本是标准石油公司的联合创始人，后来他将精力投入到佛罗里达，致力于开发东海岸铁路和沿线城市。1905年，美国宣布开始修建巴拿马运河，这使弗拉格勒敏锐地意识到，基韦斯特作为美国最南端的深水港，将成为通往拉丁美洲的重要贸易枢纽。这一想法促使弗拉格勒决定将他的铁路从霍姆斯特德南延至基韦斯特，以便让佛罗里达东海岸与国际航运接轨。他与工程师詹姆斯·梅雷迪思（James Meredith）合作，制定了穿越佛罗里达礁岛群的铁路建设计划。
1905年，基韦斯特延长线正式动工，这是一项前所未有的工程壮举。由于佛罗里达礁岛之间隔着大片海域，需要建造大量桥梁和堤道来连接各个岛屿，因此这段铁路又被称为跨海铁路（Overseas Railroad）。这项工程不仅需要巨额资金，还需要先进的工程技术和大量人力。许多人认为这是一项“不可能完成的任务”，甚至嘲讽这是弗拉格勒的“愚人之举”（Flagler's Folly）。由于基韦斯特的陆地面积有限，弗拉格勒决定通过填海造陆的方式扩展可用空间。他聘请了特朗博美国疏浚公司（Trumbo American Dredging Company）担任工程承包商，在海湾底部抽取泥沙，填出了一片134英亩（约54公顷）的新土地，这片填海区后来被命名为特朗博角（Trumbo Point），用于建设大型铁路码头和船坞。
铁路的建设过程极其艰难，整个项目历时七年，弗拉格勒雇佣了多达4000名工人，耗资约5000万美元，并使用了1700万立方码（约1300万立方米）的建筑材料。这一庞大的工程不仅面临着技术挑战，还受到多次飓风的侵袭，其中最严重的包括1909年佛罗里达礁岛群飓风和1910年古巴飓风，这些飓风导致部分已建成的铁路被摧毁，工人们不得不一再重建。然而，弗拉格勒并未放弃，他坚定地推动工程继续进行。1910年5月12日，工人们在基韦斯特打下第一根铁路道钉，象征着铁路建设进入最后阶段。1912年1月21日，首列搭载工程师的列车抵达基韦斯特。次日，亨利·弗拉格勒亲自乘坐首班客运列车抵达基韦斯特，标志着佛罗里达东海岸铁路基韦斯特延长线全线贯通。当时，佛罗里达跨海铁路被媒体誉为“世界第八大奇迹”。

### 海军基地和地产热潮
铁路通车不久，第一次世界大战的爆发再度影响基韦斯特的命运。1917年7月13日，美国海军在基韦斯特建立了海岸航空巡逻站，并租用了佛罗里达东海岸铁路公司的土地作为训练基地。同年9月22日，海军中尉斯坦利·帕克（Stanley Parker）驾驶着一架柯蒂斯N-9型水上飞机，完成了基韦斯特的第一次飞行记录。同年12月18日，基韦斯特海军航空站正式成立，由斯坦利·帕克担任首任指挥官。海军在特朗博角设立了一座水上飞机基地，训练飞行员并部署飞艇执行反潜巡逻任务。1918年1月8日，第一批海军飞行学员抵达基韦斯特，开始进行水上飞机训练。同时，基韦斯特的海军基地也进行了扩建，以容纳驱逐舰和潜艇，标志着基韦斯特成为美国海军的重要训练基地。在战争期间，著名发明家托马斯·爱迪生也曾在基韦斯特的基地居住了六个月，致力于为美国海军研发反潜武器。此外，基韦斯特的海军基地承担了为美国舰队提供燃油补给的任务，并负责阻止德意志帝國海軍获取墨西哥的石油供应。
战后，美国进入了咆哮的二十年代，佛罗里达州迎来了房地产热潮。基韦斯特的旅游业蓬勃发展，许多富裕的游客和投资者被吸引到这座南方小岛。为了迎接越来越多的游客，佛罗里达东海岸铁路公司在1918年以1000美元的价格购买了一块土地，并于1921年12月31日正式开设了卡萨马丽娜酒店（Casa Marina Hotel，迅速成为基韦斯特的标志性度假胜地，吸引了众多名流和游客前来度假。然而，尽管铁路带来了游客，基韦斯特的交通仍然受限于铁路运输。当地政府意识到建设公路的重要性，1923年门罗县批准拨款30万美元，开始修建一条连接基韦斯特与大陆的公路。1927年6月，从大松礁 (佛羅里達州)到基韦斯特的公路正式通车。1920年代不仅见证了基韦斯特的公路建设，也标志着这座城市在航空交通的崛起。1927年6月16日，泛美航空正式获得基韦斯特至哈瓦那的美国邮政航空运输合同；同年10月28日，该航线使用一架福克F.VII飞机完成首次商业飞行。

### 经济大萧条时期
1930年代，美国深陷大萧条，基韦斯特也未能幸免。这座曾因铁路、旅游业和海军基地而繁荣的岛屿，在经济危机的冲击下迅速衰落。1932年，美国海军暂停使用其在基韦斯特的基地。与此同时，香烟逐渐取代了当地传统的雪茄产业。到1934年，基韦斯特11,600名市民中约有80%靠救济生活。1934年7月1日，已经拖欠了数百万债务的基韦斯特市政府正式宣布破产，并向佛罗里达州政府寻求援助。然而，佛州本身也深陷经济困境，整个国家都在寻找出路。在全国经济萧条的大环境下，总统富兰克林·罗斯福推行了一系列新政措施，联邦紧急救济署在佛罗里达州的负责人朱利叶斯·斯通（Julius F. Stone Jr.），决定利用基韦斯特得天独厚的自然环境大力开发旅游业来振兴经济，并使用新政提供的资金帮助基韦斯特进行城市改造，目标是将其打造成可媲美百慕大的旅游胜地，并在全国范围内加以宣传。1933年，联邦紧急救济署资助修建了基韦斯特水族馆，如今仍是岛上的标志性景点。到了1934年至1935年冬季的旅游旺季，全国各地游客开始涌入基韦斯特，据FERA统计数据显示，该季度的游客数量达四万人，创历史新高，酒店旅客增长86%、民宿旅客增长150%、餐厅客人增长84%。
就在基韦斯特开始缓慢恢复的同时，1935年劳动节飓风突袭佛罗里达礁岛群。这次是北美大陆有记录以来最强的飓风，风暴摧毁了从普兰泰申岛到长礁之间的所有建筑，40英里的铁路仅剩混凝土桥梁，超过400名居民和在当地修建公路桥的一战退伍军人不幸遇难。基韦斯特在刚刚开始复苏之际再次陷入半孤立状态，由于铁路被毁，中群岛和下群岛与其他地区隔绝，只能通过海路或飞机到达。飓风过后，当地政府和居民迅速投入灾后重建工作。由于跨海铁路损毁严重已无法被修复，仅剩下部分未受损的桥梁和路基，因此，门罗县政府收购了原铁路的路权，对桥梁进行加宽并改造为公路桥以便车辆通行。在经过不懈努力后，全程双向两车道的跨海公路于1938年3月竣工。
1928年，欧内斯特·海明威和妻子宝琳·菲佛移居基韦斯特，居住在怀特黑德街907号的一座历史悠久的洋房。这座房子最初由船舶工程师师兼沉船打捞商阿萨·蒂夫特于1848年建造，这里成为海明威理想的写作工作室，在此创作了多部经典作品，先后完成了《非洲的青山》（Green Hills of Africa），以及著名短篇小说《乞力馬扎羅山的雪》（The Snows of Kilimanjaro）和《弗朗西斯·麦康伯短促的幸福生活》（The Short Happy Life of Francis Macomber）。1937年，他出版了以基韦斯特为背景的小说《有钱人和没钱人》（To Have and Have Not），描绘了经济危机时期基韦斯特人民的生活困境。这部小说后来被改编成1944年的同名电影，由汉弗莱·鲍嘉主演，为基韦斯特赢得了艺术之岛的声誉。此外，海明威的妻子宝琳在1937年修建了基韦斯特的第一座游泳池，这是当时岛上最奢华的设施之一。尽管海明威和宝琳最终在1940年离婚，但她一直住在这座房子里，直到1951年去世。后来，人们在房屋的车库中发现了海明威的手稿，其中包括他于1970年出版的遗作《群岛在流动》（Islands in the Stream）。

### 二战期间的基韦斯特
1930年代末，第二次世界大战的阴霾逐渐逼近。战争爆发前夕，美国海军开始扩建基韦斯特的军事设施，以应对潜在的军事需求。1939年，富兰克林·罗斯福总统曾亲自驱车穿越跨海公路，访问基韦斯特。同年10月14日，美国海军宣布将重新启用自大萧条时期被缩减的基韦斯特海军基地，并于11月1日正式投入使用。与此同时，海军还在特朗博角重建基韦斯特海军航空站。1940年12月15日，该基地建成启用，并成为美国海军航空中队的训练和作战基地。
由于德国U型潜艇频繁袭击大西洋上的盟军船只，对海上运输造成严重威胁，基韦斯特居民甚至可以在海边看到德国潜艇袭击盟军运输船后燃烧中的残骸，足见战争的威胁之近。1940年，来自康涅狄格州的大西洋舰队声纳学校（Atlantic Fleet Sound School）人员被调往基韦斯特海军基地，成立舰队声纳学校（Fleet Sonar School），作为美国海军反潜战的核心培训机构之一，专门培训声纳操作员，以应对德国潜艇的威胁。此外，为了加强空中巡逻，基韦斯特在1940年修建了米查姆机场（Meachum Field），即今日的基韦斯特国际机场。该机场成为美国海军飞艇执行反潜巡逻任务的重要据点，监视德国潜艇的活动。
1941年12月7日，日本偷袭珍珠港，美国正式参战。该市迅速转型为战时军事基地，成为美国东南沿海防御和大西洋战区的重要枢纽。随着战争的推进，美国海军不断扩建基韦斯特的设施，从最初的50英亩扩展到超过3,000英亩，包括博卡奇卡礁，并接管了佛罗里达东海岸铁路在特朗博角的铁路站场，同时改造了德雷杰斯礁。随着基韦斯特军事基地的扩张，岛上的人口几乎翻倍。战时，超过14,000艘舰船进出基韦斯特港口，成千上万的士兵、水手、工人以及战争期间的游客涌入这座岛屿，给基韦斯特带来了前所未有的人口增长和经济繁荣。
二战期间，基韦斯特的基础设施也发生了重大变革，由于军方的后勤保障需求大幅增加，使得这个地区迎来了供水、电力和公路建设的黄金时期，并且改善了当地居民的生活条件。为满足驻军的淡水供应，美国海军资助修建了一条贯穿佛罗里达礁岛群的18英寸淡水管道，解决了当地的饮水问题。此外，为了适应日益增多的军事装备和车辆运输，政府对跨海公路进行了大规模改造，在原来路线的基础上缩短了17英里，基本确立了今日1号美国国道的路线。

### 冷战与基韦斯特的战略地位
二战刚结束，美国便迅速卷入了与苏联的冷战。在美苏关系恶化的背景下，美国政府开始加强南佛罗里达的军事部署，而基韦斯特成为了总统与军方制定防御战略的重要地点。美国总统哈里·S·杜鲁门曾11次前往基韦斯特的小白宫，在这里制定军事防御计划。1948年3月，杜鲁门与三军参谋长及国防部官员在基韦斯特召开会议，最终达成基韦斯特协议，明确了陆军、海军和空军在航空作战、医疗后勤和战术任务上的职能划分。
1959年，古巴革命爆发，菲德尔·卡斯特罗上台，令美国政府对苏联在加勒比地区的活动感到担忧。基韦斯特再度成为美国的战略前沿，政府利用南佛罗里达的军事设施，如基韦斯特海军基地、基韦斯特海军航空站、霍姆斯特德空军基地、欧帕洛卡海军陆战队航空站等，作为针对古巴情报和军事行动的指挥中心。1962年，美国发现苏联在古巴部署弹道导弹后，决定对古巴实施封锁。1962年10月22日，基韦斯特海军航空站开始执行侦察飞行，支援对古巴的海上封锁。时任美国总统约翰·F·肯尼迪在演讲中多次提及“距离古巴仅90英里”的基韦斯特，强调古巴核武威胁的紧迫性。古巴导弹危机解决一个月后，肯尼迪亲自访问基韦斯特，以展现对该地区军事力量的重视。
由于基韦斯特基地无法容纳体积更大的核潜艇，美国开始缩减在基韦斯特的潜艇基地编制。1973年6月29日，第12驱逐舰中队（Destroyer Squadron 12）和第12潜艇中队（Submarine Squadron 12）在基韦斯特举行联合解散仪式，标志着海军在该地的缩编正式开始。次年3月29日，海军上将约翰·莫勒（Admiral John Maurer）下令降旗，宣告基韦斯特海军基地正式关闭，结束了长达151年的海军驻扎历史。尽管如此，基韦斯特海军航空站仍然继续运作，而美国海岸警卫队亦在此后的几十年间不断扩展其在基韦斯特的行动。

### 旅游业发展与文化遗产保护
1970年代，随着海军潜艇基地关闭，基韦斯特的经济遭受冲击，大量依赖海军工作的民间雇员失去收入来源。与此同时，该地区还受到移民潮的冲击。1980年5月，大量古巴难民涌入美国，史称马列尔偷渡潮。由于媒体的负面报道，基韦斯特的旅游业受到严重打击，商业受挫，市政府甚至请求州长将基韦斯特宣布为经济灾区。美国海岸警卫队启动史上最大规模的和平时期行动，派遣更多巡逻舰支援南佛罗里达，以应对数万名难民的到来。同年，一场风速达73英里/小时的风暴袭击海峡，造成至少12名难民丧生。
1982年，美国边境巡逻队在1号国道上设立检查站，对所有离开基韦斯特的车辆进行检查，目的是防止非法移民进入美国本土。然而，这一举措导致长达17英里（约27公里）的交通堵塞，严重影响了依赖旅游业的基韦斯特经济。作为抗议，基韦斯特市政府于1982年4月23日宣布“独立”，成立微型国家“海螺共和国”，象征性地与美国“宣战”，随后立即“投降”并申请外援。这一幽默的政治抗议赢得了公众关注，也成为基韦斯特文化的一部分。此后，基韦斯特的旅游业逐渐回暖，并在1983年将著名的美国大陆最南端地标（Southernmost Point）由一个小型路标升级为更大、更坚固的混凝土纪念碑。这一标志至今仍是游客必访的景点之一。如今，每年4月23日，基韦斯特都会举办海螺共和国独立纪念日，吸引游客参与庆祝活动。
进入21世纪，基韦斯特在保持其旅游吸引力的同时，也大力推动历史文化遗产的保护，进一步巩固基韦斯特作为历史旅游胜地的地位。2006年，历史悠久的邋遢乔酒吧（Sloppy Joe's Bar）被列入国家史迹名录。2012年，圣玛丽海星圣母圣殿被教宗本笃十六世升格为小圣殿，成为该市重要的宗教地标。2008年，美国内政部支持修复西部联盟号帆船，这艘电报船停泊在基韦斯特湾历史海港，是见证该市航海历史的重要遗产。此外，2016年，南端别墅被正式纳入美国历史酒店项目。

## 地理

### 地理特征
基韦斯特作为美国本土最南端的城市，基韦斯特不仅是佛罗里达礁岛群中可经公路到达的最西端岛屿，同时也因其独特的自然环境和地理特征，成为一个备受游客青睐的度假胜地。基韦斯特实际上是一座小而紧凑的珊瑚岛，全岛长约4英里（6公里），宽约1英里（2公里），总陆地面积约4.2平方英里（10.9平方公里），相当于2,688英亩的土地。岛上的地势整体平坦，平均海拔约8英尺（2.4米），最高点位于索拉雷斯山，海拔仅18英尺（5.5米）。
基韦斯特同时也是大西洋与墨西哥湾的交汇处。这两大洋流的水流特性明显不同，在基韦斯特附近形成了独特的海洋生态系统。墨西哥湾水域较为温暖且平静，这里的浅水区域分布着大量海草丛，是海洋生物的重要栖息地。大西洋水域则较为湍急，潮汐交换活跃，直接影响着霍克海峡的水流交换，使得墨西哥灣暖流得以进入大西洋。在基韦斯特和古巴之间的水域被称为佛罗里达海峡，这里不仅是两大洋的交汇处，也是世界上最温暖的海域之一。在冬季，佛罗里达群岛周围的海水温度维持在75–77°F（24–25°C），成为美国本土冬季最适宜游泳和潜水的海域之一。
基韦斯特的独特之处在于它的地理位置，它距离古巴首都哈瓦那比到迈阿密的距离更近。从基韦斯特到哈瓦那的空中或海上距离为106英里（171公里），而基韦斯特到迈阿密的空中距离为130英里（210公里），公路距离则达165英里（266公里）。基韦斯特因此成为了许多马拉松游泳运动员挑战极限的地点。戴安娜·耐德在2013年成功完成了从古巴游到基韦斯特的壮举，而1997年苏西·马罗尼则使用鲨鱼防护笼游完全程。

### 城市规划
基韦斯特的城市范围不仅包括本岛，还涵盖了周边的一些小岛屿，包括北部的西格斯比公园（Sigsbee Park）、弗莱明礁（Fleming Key）、日落礁（Sunset Key）以及斯托克岛（Stock Island）部分区域。这些岛屿与基韦斯特本岛共同组成了总面积约5.6平方英里（15平方公里）的市辖范围，此外还有1.6平方英里（4.1平方公里）的海域也在城市管辖范围内。然而，弗莱明岛和西格斯比公园属于基韦斯特海军航空站的一部分，并不对公众开放。
基韦斯特的城市格局分为旧城区（Old Town）和新城区（New Town）。旧城区位于岛屿西侧，保留了大量19世纪的木质建筑和独特的维多利亚式建筑。贯穿基韦斯特旧城区的主街是杜瓦尔街（Duval Street），长约1.1英里（1.8公里），贯穿14个街区，从墨西哥湾一侧一直延伸到大西洋海岸。这条街不仅是旧城区的商业中心，也是著名的旅游地标，沿途分布着热闹的酒吧、餐厅、画廊、纪念品商店。而新城区则是1950年代末期开始发展的地区，位于岛屿东侧。在新城区建设之前，基韦斯特的东部曾是大片的盐田，这些池塘后来被填平，形成了一片新的陆地区域。如今，新城区拥有大型购物中心、住宅区、学校、运动场，以及基韦斯特国际机场。

### 气候
基韦斯特位于热带地区，根据柯本气候分类法，该地享有典型的热带稀树草原气候（Aw），与加勒比海诸多岛屿的气候相似。这座岛屿终年温暖，极端低温极为罕见，而炎热的夏季也受到海风的调节，鲜少出现极端高温。基韦斯特的年平均气温保持在一个相对稳定的范围内，全年最冷的月份是1月，最热的月份是7月，但两者之间的平均温度差仅15°F（8.3°C）。冬季的气温较为温和，历史最低气温为41°F（5°C），分别出现在1886年1月12日和1981年1月13日。即便是最冷的月份，基韦斯特的温度仍然远高于美国大部分地区，使其成为冬季避寒胜地。夏季的气温受盛行的东信风和海风影响，不会像美国东南部其他地区那样炎热。尽管每年有56天的气温会超过90°F（32°C），但很少超过95°F（35°C）。基韦斯特的历史最高气温记录为97°F（36°C），分别出现在1880年7月19日和1956年8月29日。相比之下，夜间温度较为闷热，最低温度经常维持在80°F（27°C）以上，这一点与美国大陆有很大不同。
与大多数热带地区相似，基韦斯特拥有明显的干湿季之分。旱季（11月至4月）天气晴朗，降水较少，仅占全年总降水量的25%。此时的基韦斯特阳光充足，气候干爽宜人，是旅游的最佳时节。雨季（5月至10月）则明显潮湿，大多数日子都会有降雨，通常以短暂但强烈的热带骤雨形式出现，雨后往往是明媚的阳光。与佛罗里达大陆不同，基韦斯特的降水高峰通常出现在清晨，而非大陆上常见的午后雷暴。在雨季期间，热带东风波有时会带来过量降水，而偶尔袭击的飓风更会导致极端暴雨。基韦斯特的降水高峰出现在8月至10月，其中9月是全年降水最多的月份，这一时期也是飓风活跃的季节。尽管如此，基韦斯特仍然是佛罗里达州降水最少的城市，年均降水量仅40英寸（1000毫米）左右。相比之下，佛罗里达大陆的奥兰多、坦帕、圣彼得堡和迈尔斯堡等地在6月和7月的单月降水量通常能达到7至10英寸（180至250毫米），而基韦斯特的降水量仅有它们的一半。
由于地处佛罗里达礁岛群，基韦斯特长期受到大西洋飓风季的威胁。2005年的飓风威尔玛是近数十年来对基韦斯特破坏性最大的风暴之一。威尔玛于2005年10月24日袭击基韦斯特，全岛居民被命令撤离，商业活动全面停摆。飓风形成了高达8英尺（2米）的风暴潮，大面积淹没了佛罗里达群岛的低洼地带。基韦斯特的多个主要旅游区被高达3英尺（1米）的海水浸泡，造成60%的房屋受损。幸运的是，旧城区因海拔较高，未受到洪水影响。飓风威尔玛带来的破坏不仅限于房屋和基础设施，许多车辆也被海水侵蚀，导致佛罗里达礁岛群的公路上遍布汽车坟场。风暴潮的高峰期出现在飓风眼已经越过那不勒斯地区之后，当时基韦斯特的持续风速已降至每小时40英里（64公里）以下，然而风暴潮依然带来了巨大的破坏力，基韦斯特水族馆的鲨鱼水槽也因风暴破裂，使鲨鱼意外逃入海洋。
| 佛罗里达州基韦斯特国际机场（1991–2020年正常值，1871年至今极端数据） | 佛罗里达州基韦斯特国际机场（1991–2020年正常值，1871年至今极端数据） | 佛罗里达州基韦斯特国际机场（1991–2020年正常值，1871年至今极端数据） | 佛罗里达州基韦斯特国际机场（1991–2020年正常值，1871年至今极端数据） | 佛罗里达州基韦斯特国际机场（1991–2020年正常值，1871年至今极端数据） | 佛罗里达州基韦斯特国际机场（1991–2020年正常值，1871年至今极端数据） | 佛罗里达州基韦斯特国际机场（1991–2020年正常值，1871年至今极端数据） | 佛罗里达州基韦斯特国际机场（1991–2020年正常值，1871年至今极端数据） | 佛罗里达州基韦斯特国际机场（1991–2020年正常值，1871年至今极端数据） | 佛罗里达州基韦斯特国际机场（1991–2020年正常值，1871年至今极端数据） | 佛罗里达州基韦斯特国际机场（1991–2020年正常值，1871年至今极端数据） | 佛罗里达州基韦斯特国际机场（1991–2020年正常值，1871年至今极端数据） | 佛罗里达州基韦斯特国际机场（1991–2020年正常值，1871年至今极端数据） | 佛罗里达州基韦斯特国际机场（1991–2020年正常值，1871年至今极端数据） |
| 月份                                                                | 1月                                                                 | 2月                                                                 | 3月                                                                 | 4月                                                                 | 5月                                                                 | 6月                                                                 | 7月                                                                 | 8月                                                                 | 9月                                                                 | 10月                                                                | 11月                                                                | 12月                                                                | 全年                                                                |
| ------------------------------------------------------------------- | ------------------------------------------------------------------- | ------------------------------------------------------------------- | ------------------------------------------------------------------- | ------------------------------------------------------------------- | ------------------------------------------------------------------- | ------------------------------------------------------------------- | ------------------------------------------------------------------- | ------------------------------------------------------------------- | ------------------------------------------------------------------- | ------------------------------------------------------------------- | ------------------------------------------------------------------- | ------------------------------------------------------------------- | ------------------------------------------------------------------- |
| 历史最高温 °C（°F）                                                 | 32 (90)                                                             | 31 (87)                                                             | 32 (89)                                                             | 33 (91)                                                             | 34 (94)                                                             | 36 (96)                                                             | 36 (97)                                                             | 36 (97)                                                             | 35 (95)                                                             | 34 (93)                                                             | 33 (91)                                                             | 31 (88)                                                             | 36 (97)                                                             |
| 平均最高温 °C（°F）                                                 | 27.7 (81.9)                                                         | 28.1 (82.5)                                                         | 28.9 (84.1)                                                         | 30.1 (86.2)                                                         | 31.6 (88.8)                                                         | 32.8 (91.0)                                                         | 33.4 (92.2)                                                         | 33.5 (92.3)                                                         | 33.1 (91.5)                                                         | 31.7 (89.1)                                                         | 29.7 (85.4)                                                         | 28.3 (82.9)                                                         | 33.7 (92.7)                                                         |
| 平均高温 °C（°F）                                                   | 24.3 (75.8)                                                         | 25.2 (77.4)                                                         | 26.4 (79.6)                                                         | 28.1 (82.6)                                                         | 29.9 (85.9)                                                         | 31.5 (88.7)                                                         | 32.3 (90.2)                                                         | 32.6 (90.6)                                                         | 31.7 (89.0)                                                         | 29.9 (85.8)                                                         | 27.2 (81.0)                                                         | 25.4 (77.7)                                                         | 28.7 (83.7)                                                         |
| 平均低温 °C（°F）                                                   | 18.6 (65.5)                                                         | 19.5 (67.1)                                                         | 20.7 (69.3)                                                         | 22.8 (73.1)                                                         | 24.7 (76.4)                                                         | 26.3 (79.4)                                                         | 27.0 (80.6)                                                         | 26.9 (80.5)                                                         | 26.2 (79.2)                                                         | 24.9 (76.8)                                                         | 22.3 (72.2)                                                         | 20.2 (68.3)                                                         | 23.3 (74.0)                                                         |
| 平均最低温 °C（°F）                                                 | 11.0 (51.8)                                                         | 12.8 (55.0)                                                         | 14.7 (58.5)                                                         | 17.6 (63.6)                                                         | 20.8 (69.5)                                                         | 23.1 (73.5)                                                         | 23.6 (74.5)                                                         | 23.4 (74.1)                                                         | 23.4 (74.1)                                                         | 20.7 (69.3)                                                         | 16.9 (62.4)                                                         | 13.7 (56.6)                                                         | 10.1 (50.1)                                                         |
| 历史最低温 °C（°F）                                                 | 5 (41)                                                              | 7 (44)                                                              | 8 (47)                                                              | 9 (48)                                                              | 17 (63)                                                             | 18 (65)                                                             | 20 (68)                                                             | 20 (68)                                                             | 18 (64)                                                             | 15 (59)                                                             | 9 (49)                                                              | 7 (44)                                                              | 5 (41)                                                              |
| 平均降雨量 mm（）                                                   | 46 (1.83)                                                           | 39 (1.54)                                                           | 39 (1.53)                                                           | 53 (2.07)                                                           | 79 (3.12)                                                           | 107 (4.23)                                                          | 92 (3.63)                                                           | 136 (5.37)                                                          | 184 (7.24)                                                          | 144 (5.67)                                                          | 52 (2.05)                                                           | 55 (2.16)                                                           | 1,027 (40.44)                                                       |
| 平均降雨天数（≥ 0.01 in）                                           | 6.9                                                                 | 4.9                                                                 | 4.8                                                                 | 4.5                                                                 | 7.5                                                                 | 11.2                                                                | 11.6                                                                | 14.6                                                                | 15.8                                                                | 12.1                                                                | 6.3                                                                 | 6.4                                                                 | 106.6                                                               |
| 平均相對濕度（％）                                                  | 77                                                                  | 75                                                                  | 74                                                                  | 71                                                                  | 73                                                                  | 74                                                                  | 73                                                                  | 74                                                                  | 76                                                                  | 76                                                                  | 77                                                                  | 77                                                                  | 75                                                                  |
| 月均日照時數                                                        | 249.6                                                               | 245.4                                                               | 308.8                                                               | 324.6                                                               | 340.3                                                               | 314.0                                                               | 325.2                                                               | 306.6                                                               | 269.6                                                               | 254.7                                                               | 230.9                                                               | 234.5                                                               | 3,404.2                                                             |
| 可照百分比                                                          | 75                                                                  | 77                                                                  | 83                                                                  | 85                                                                  | 82                                                                  | 77                                                                  | 78                                                                  | 76                                                                  | 73                                                                  | 71                                                                  | 70                                                                  | 71                                                                  | 77                                                                  |
| 来源：NOAA（1981–2010年相对湿度；1961–1990年日照）                  |                                                                     |                                                                     |                                                                     |                                                                     |                                                                     |                                                                     |                                                                     |                                                                     |                                                                     |                                                                     |                                                                     |                                                                     |                                                                     |